# St-Georges (Néris-les-Bains)

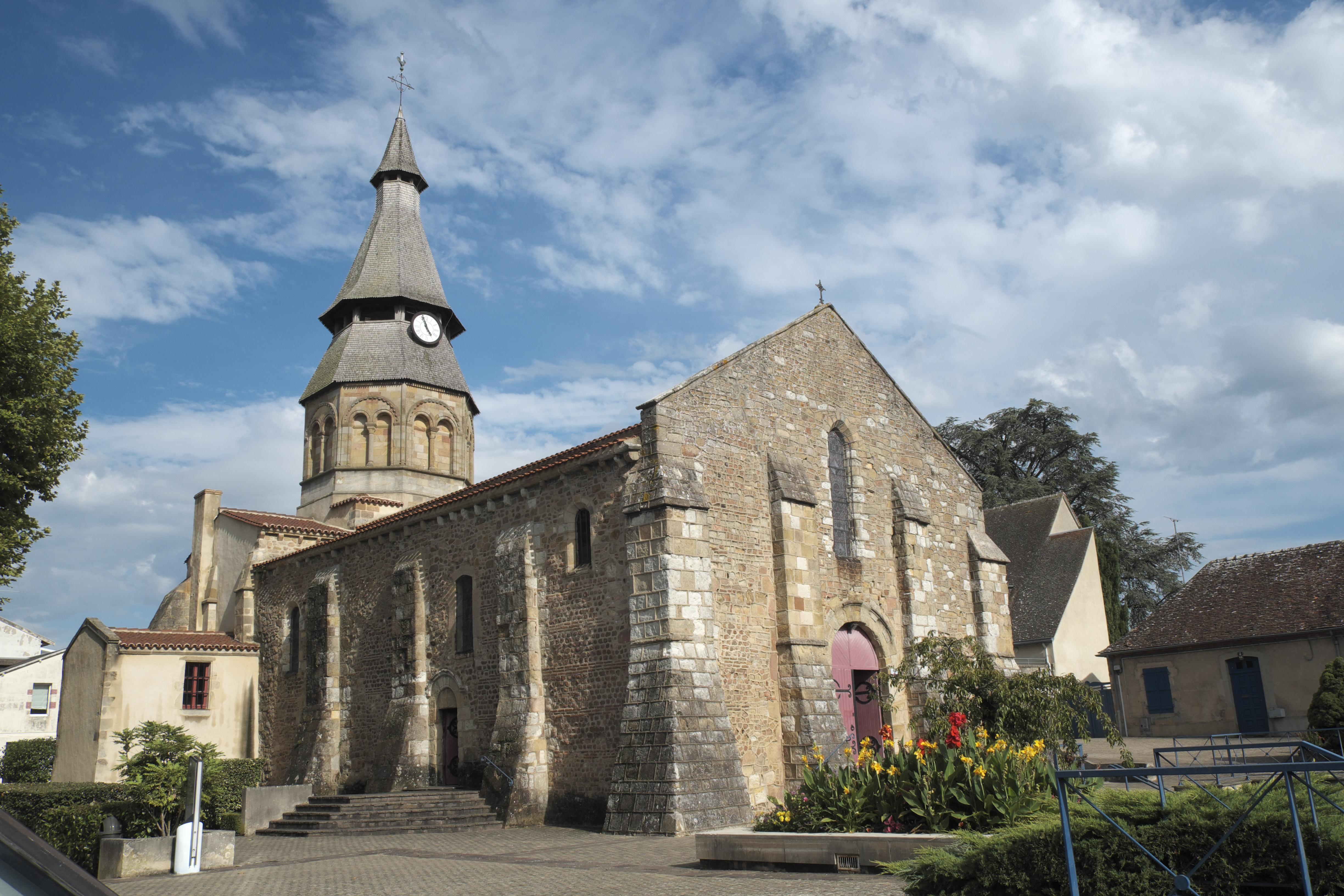
Kirche St-Georges

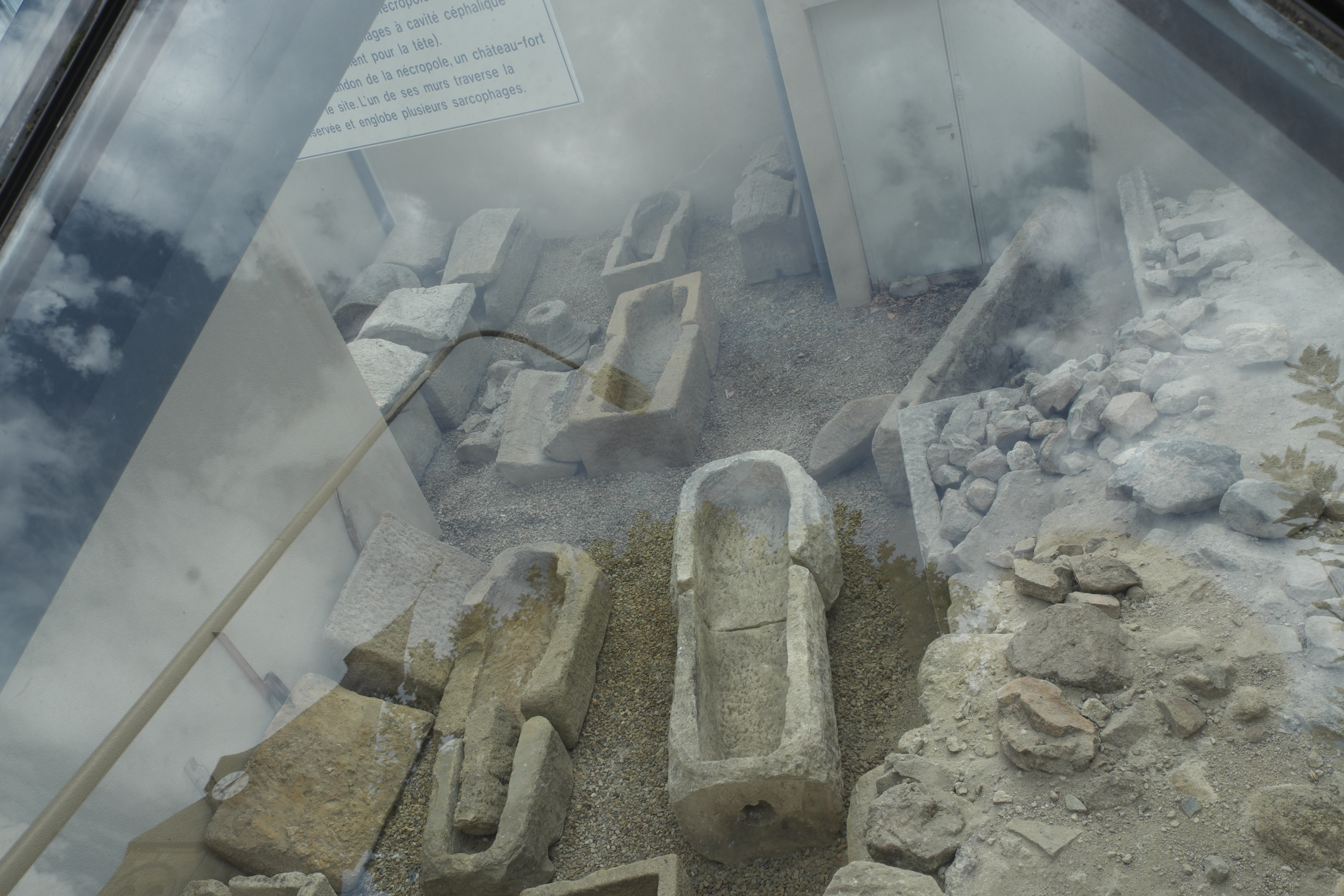
Merowingische Nekropole

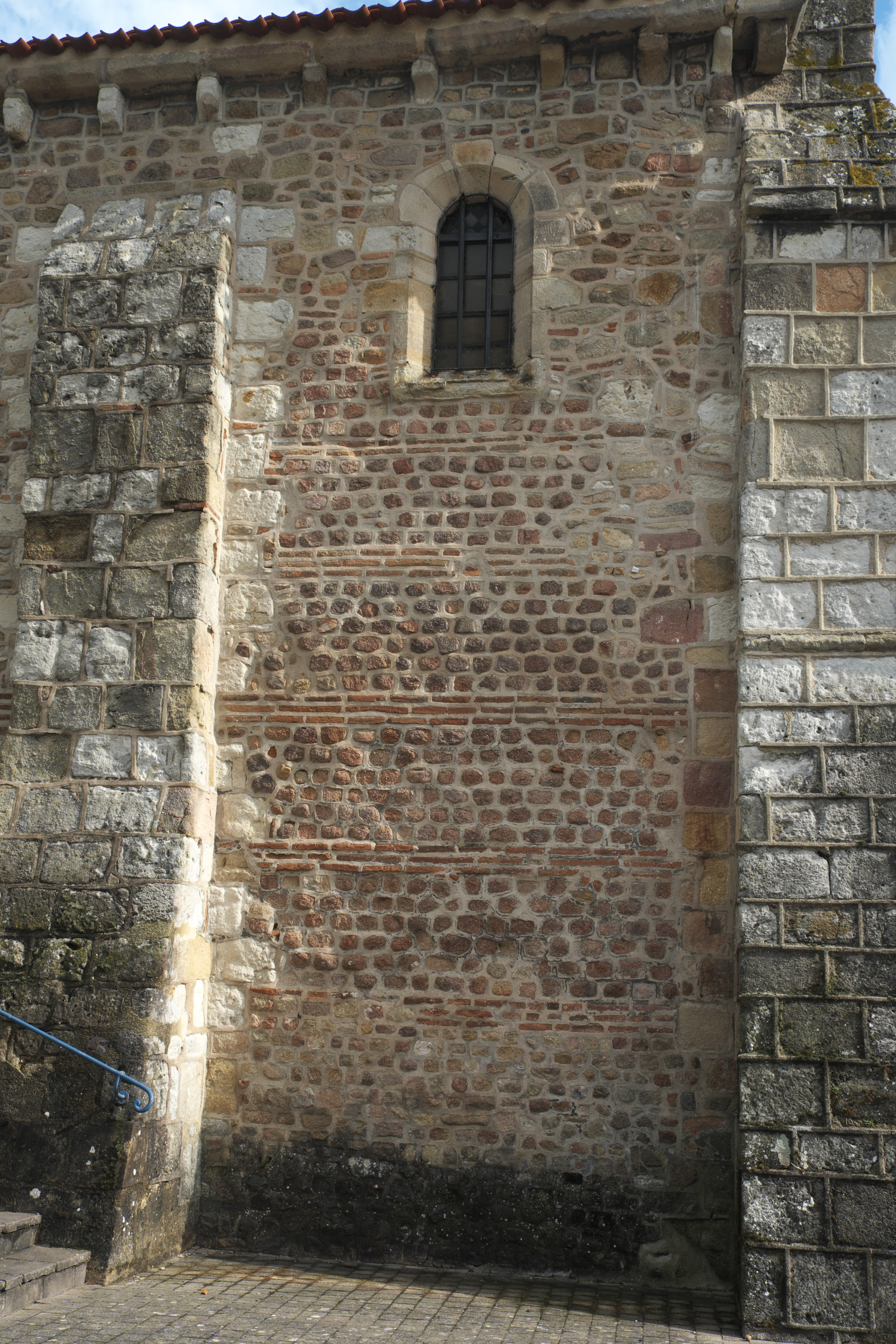
Mauerwerk aus dem 4. bis 6. Jahrhundert

Die römisch-katholische Kirche St-Georges  in Néris-les-Bains, einer Gemeinde im Département Allier der französischen Region Auvergne-Rhône-Alpes, geht auf eine frühchristliche Basilika zurück. Die heutige Kirche wurde im 11. und 12. Jahrhundert in zwei Bauphasen im Stil der Romanik errichtet. Im Jahr 1923 wurde die Kirche mit dem Patrozinium des heiligen Georg als Monument historique in die Liste der Baudenkmäler in Frankreich (Base Mérimée) aufgenommen.

## Geschichte
Bereits im 6. Jahrhundert gab es einen Vorgängerbau der heutigen Kirche, in der der heilige Patroclus von Bourges wirkte und von dort die Gegend missionierte. Bei Ausgrabungen im Jahr 1966 wurde neben der Kirche eine Nekropole mit Sarkophagen aus der Merowingerzeit entdeckt, die wohl unter Patroclus angelegt wurde. Die Vorgängerkirche wurde vermutlich durch einen Brand zerstört. Die heutige Kirche wurde im 11. und 12. Jahrhundert in zwei weiteren Bauabschnitten errichtet. Im 11. Jahrhundert entstanden das Chorhaupt und die Querschiffarme, im 12. Jahrhundert das dreischiffige Langhaus.

## Architektur

### Außenbau
Über der Vierung erhebt sich der Glockenturm, der wie der Chor in das 11. Jahrhundert datiert wird. Sein oktogonales Obergeschoss ist auf allen acht Seiten mit gekuppelten Blendbögen besetzt. Die rundbogigen Arkaden werden von schlanken Säulen mit schlichten Würfelkapitellen getragen. Die zweifach abgesetzte, ebenfalls oktogonale Spitze wird von einem schiefergedeckten Dachstuhl bekrönt, der nach 1583 errichtet wurde und den ursprünglichen, bei einem Sturm eingestürzten Turmhelm ersetzte.
Das Chorhaupt, das aus einer größeren Hauptapsis und zwei kleineren seitlichen Apsiden besteht, wird wie die Seiten des Langhauses und die Westfassade durch breite Strebepfeiler gestützt. In der Mitte der Fassade ist über dem rundbogigen Portal ein hohes Spitzbogenfenster eingeschnitten.
An der nördlichen Außenmauer des Langhauses, auch stellenweise an der Südseite und an der Westfassade, besteht das Mauerwerk abwechselnd aus sechs Reihen von Bruchsteinen und drei Reihen von Ziegeln. Diese Art von Mauerwerksverband, der vom 3. bis ins 6. Jahrhundert verwendet wurde, wird in das 4. bis 6. Jahrhundert datiert.

### Innenraum

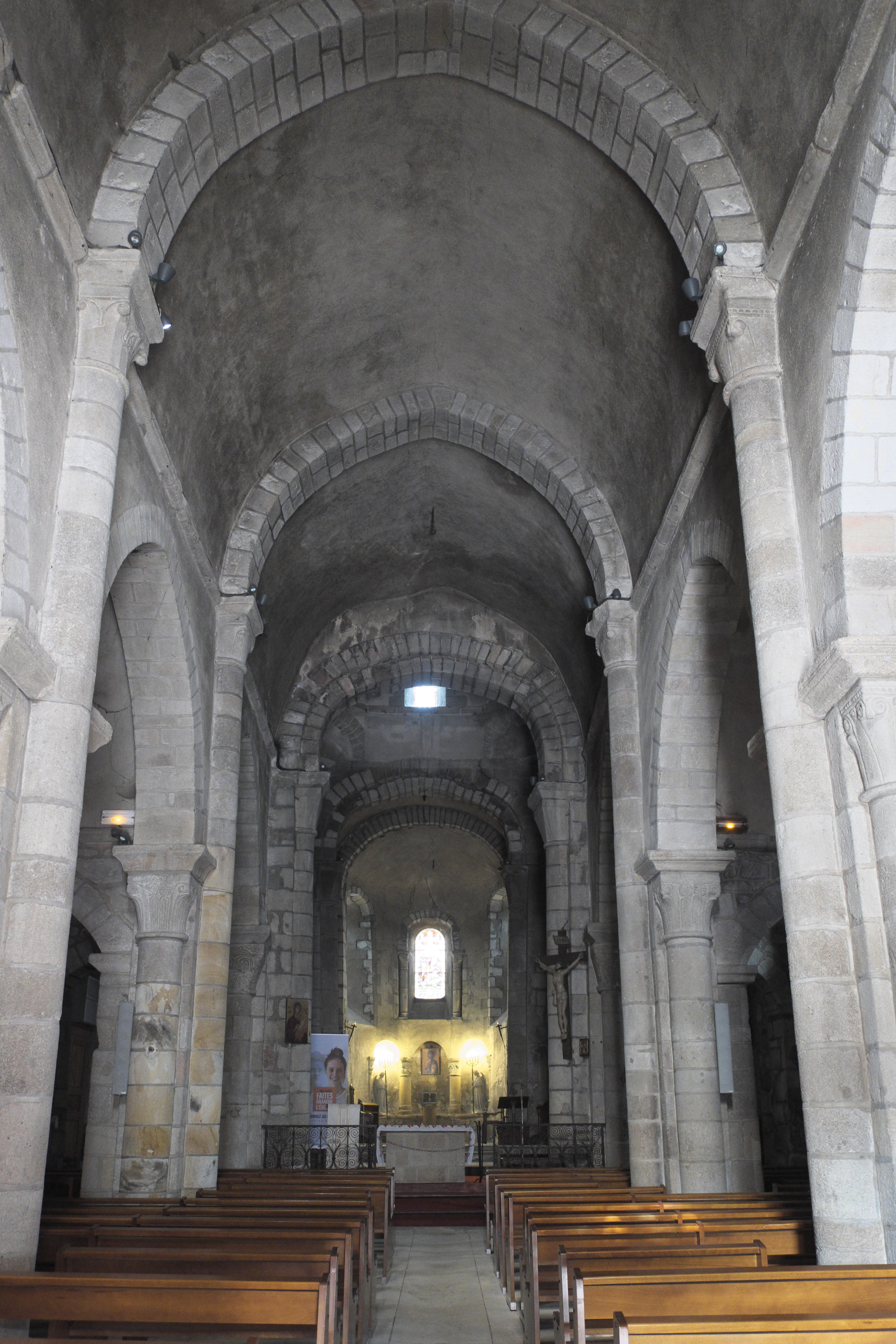
Langhaus und Chor

Das Langhaus ist in drei Schiffe gegliedert. Das Hauptschiff wird wie die Seitenschiffe von Spitztonnen gedeckt, wobei diese in den Seitenschiffen als Quertonnen angeordnet sind. Die Vierung wird von einer Trompenkuppel überspannt. 
Die Kapitelle unter der Vierung stammen aus dem 11. Jahrhundert. Sie sind mit groben herzförmigen Blättern skulptiert, ein Kapitell weist eine Tierdarstellung auf, ein anderes einen kleinen menschlichen Kopf, aus dessen Mund Blätter sprießen.
Die Kapitelle im Langhaus wurden im 12. Jahrhundert geschaffen. Sie sind wesentlich feiner ausgearbeitet und mit großen stilisierten Blättern verziert, die an den Ecken in Voluten oder kleinen Köpfen enden. 

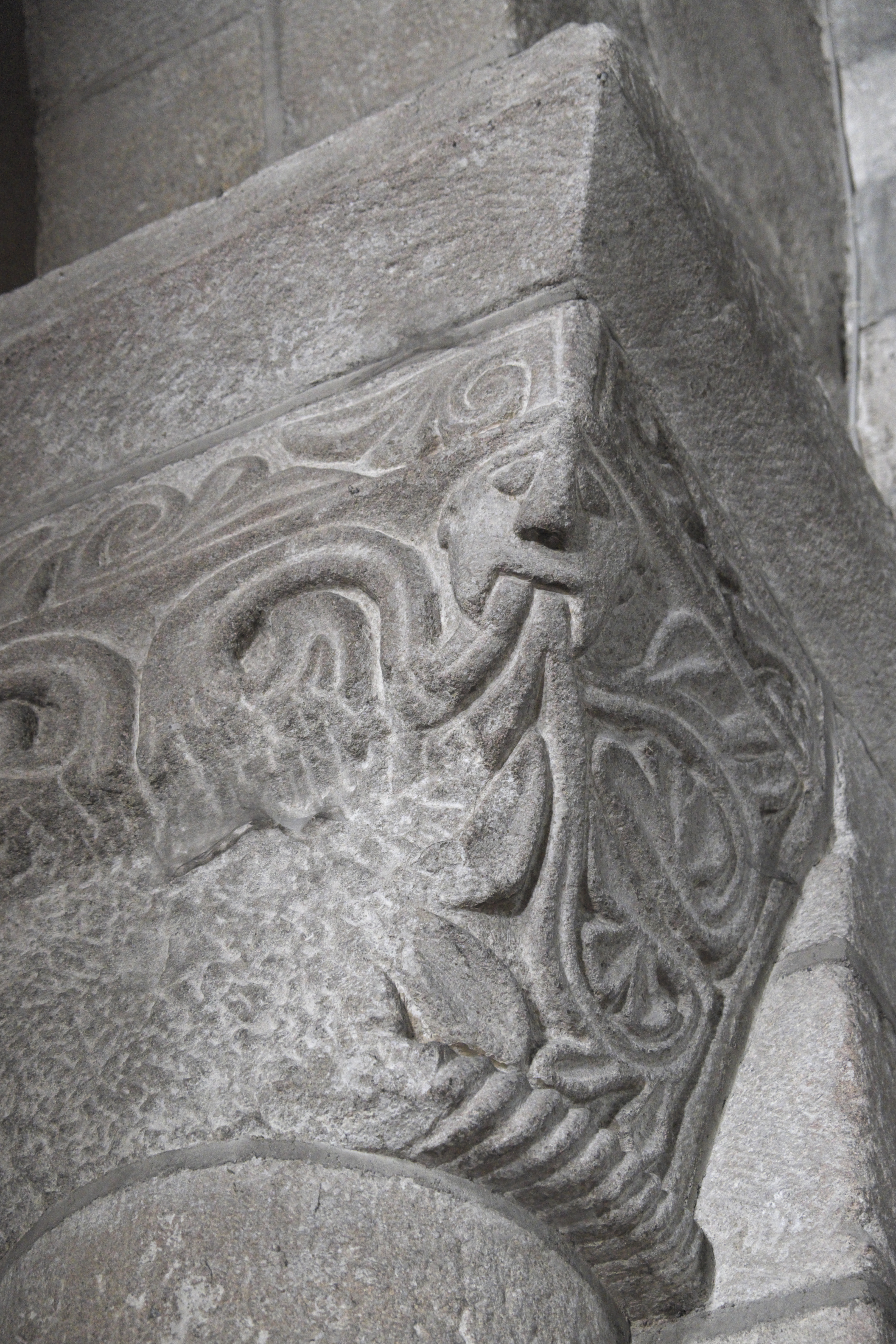
Kapitell unter der Vierung
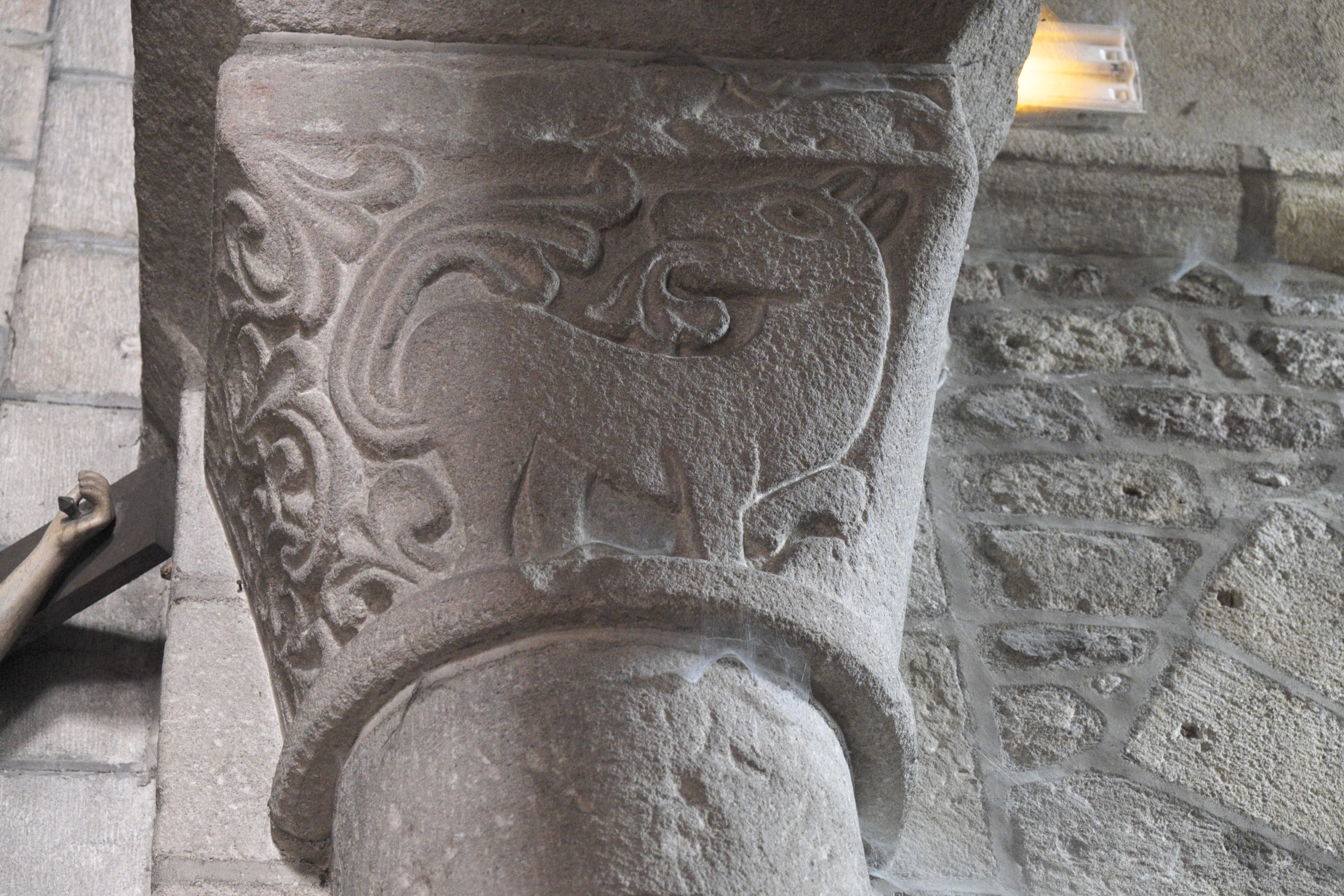
Kapitell unter der Vierung
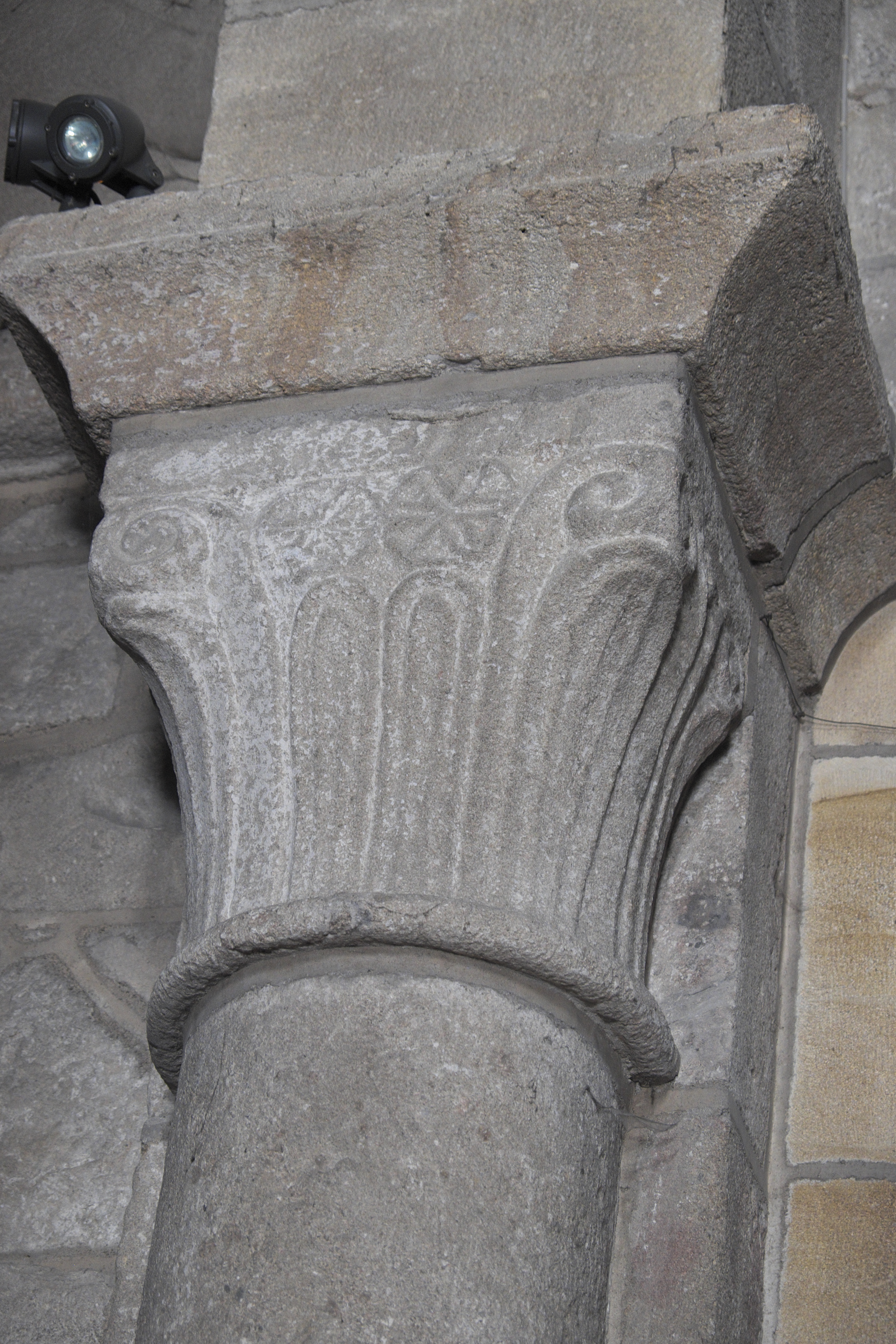
Kapitell im Langhaus
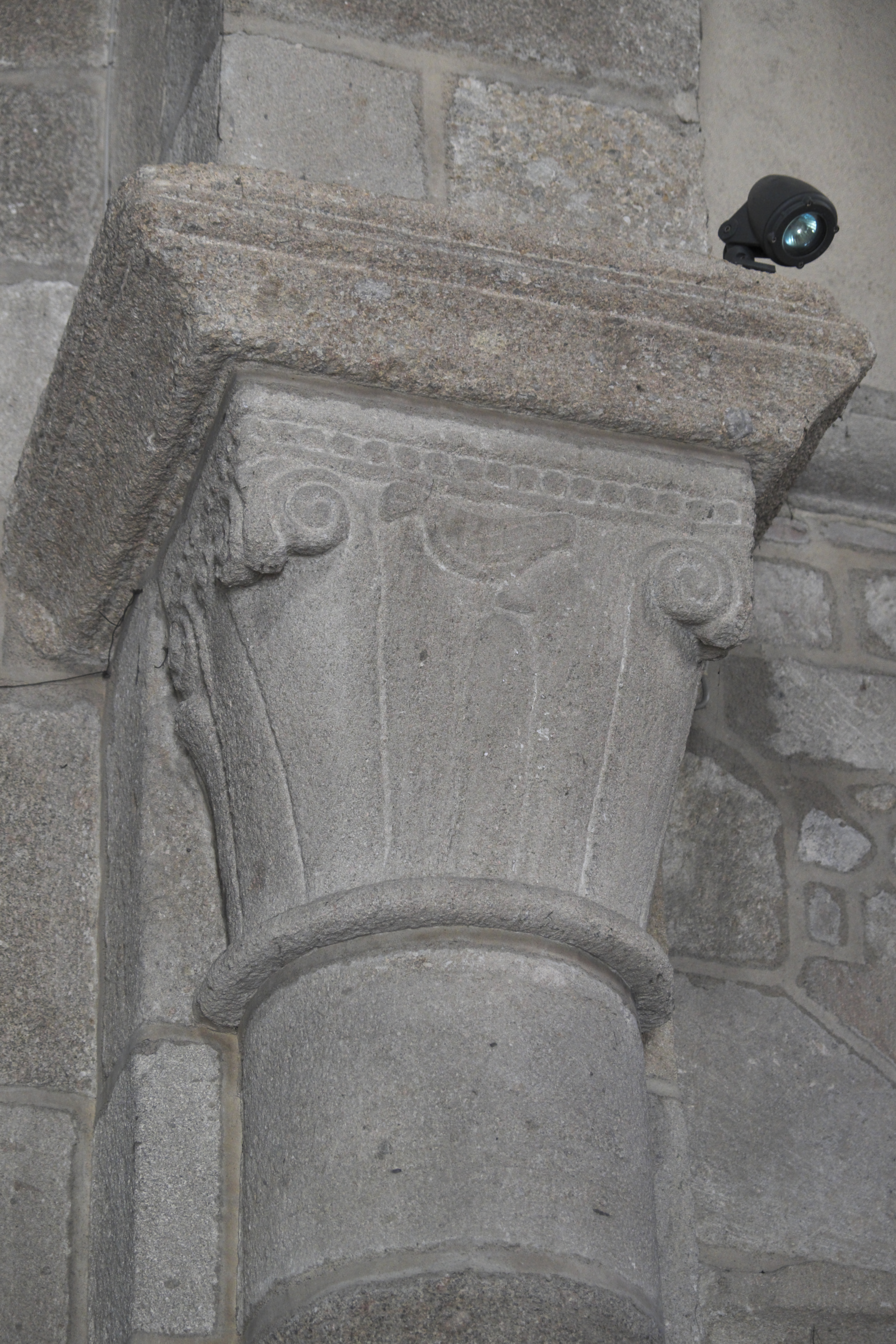
Kapitell im Langhaus

Die Hauptapsis wird durch Rundbogenfenster beleuchtet und wie die seitlichen Apsiden von einer Kalotte überwölbt. Unter den Fenstern verlaufen drei Blendarkaden, die auf einem hohen Sockel stehen und von gedrungenen Säulen mit grob skulptierten Kapitellen getragen werden.

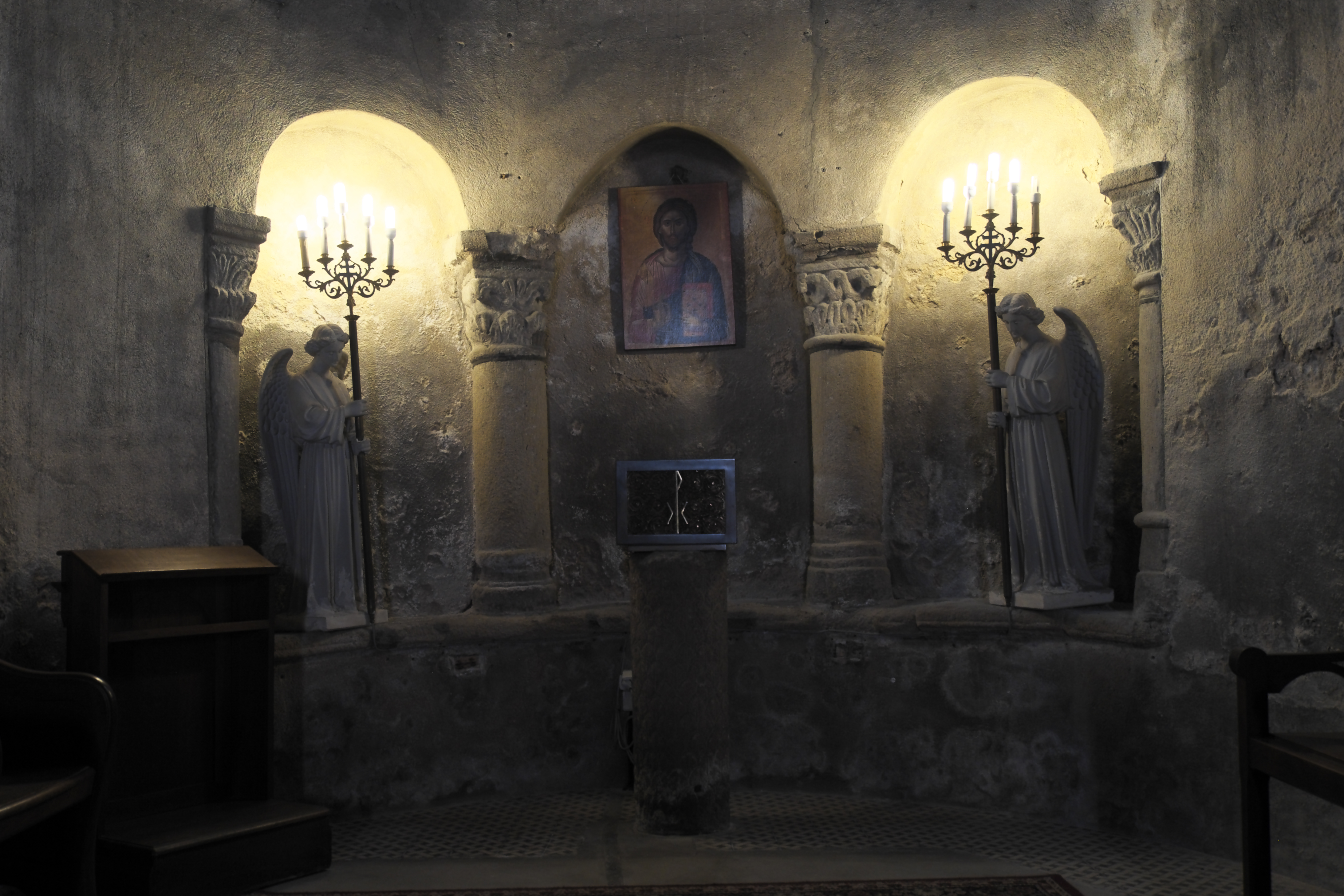
Apsis
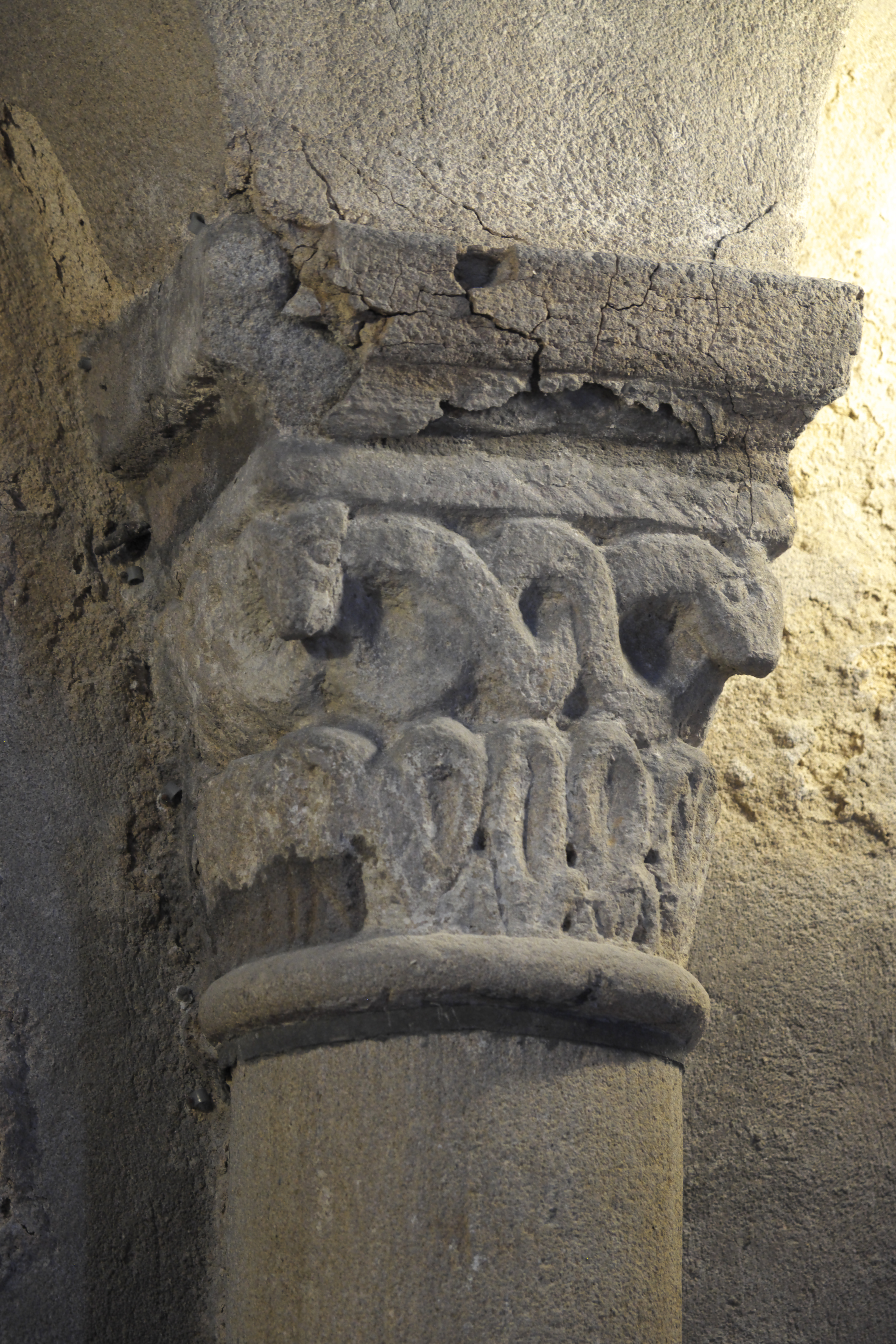
Kapitell in der Apsis
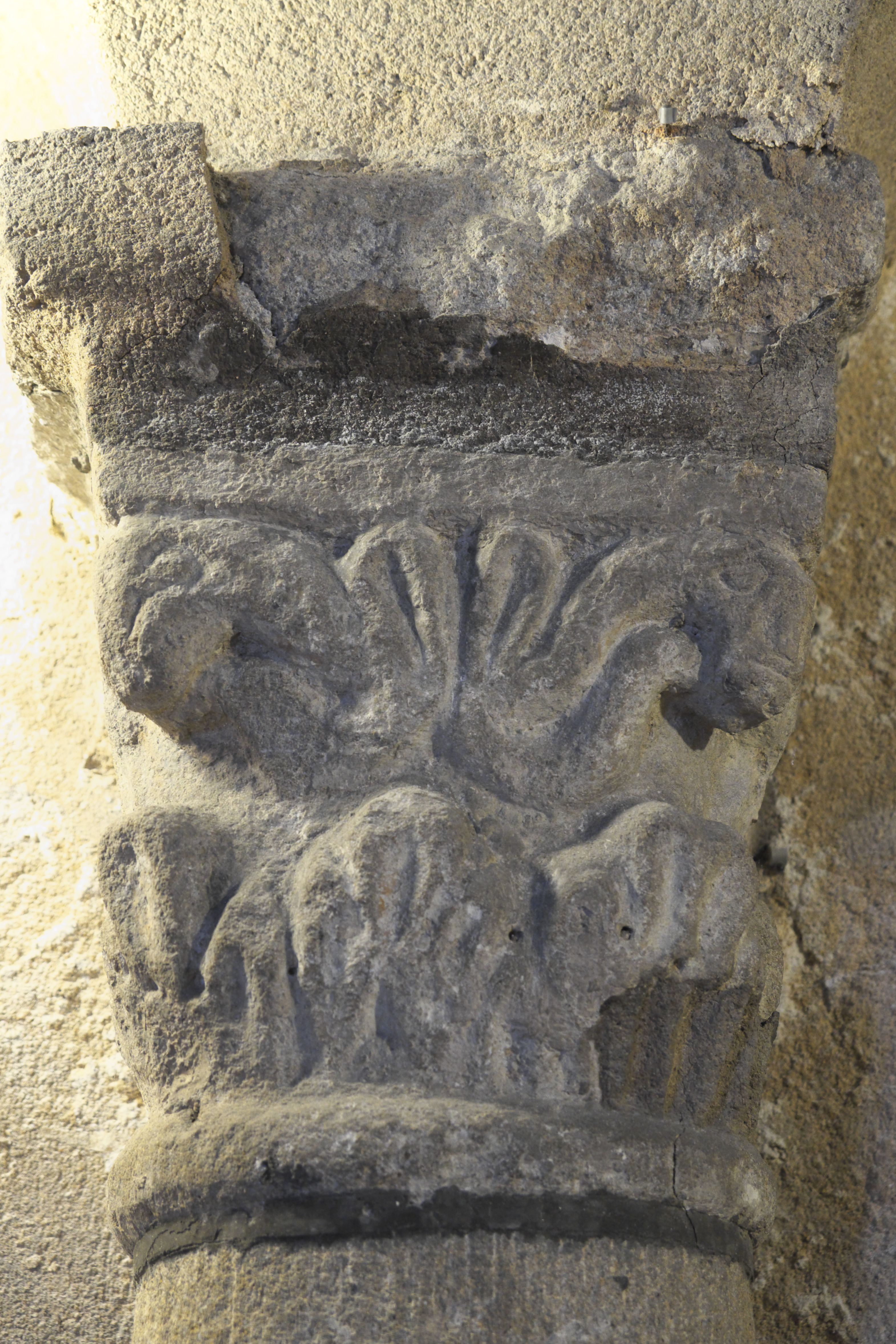
Kapitell in der Apsis

## Bleiglasfenster
Die Bleiglasfenster der Kirche wurden zwischen 1911 und 1921 in Glasmalereiwerkstätten in Clermont-Ferrand und in Limoges geschaffen. Sie sind mit den Inschriften der Stifter, den Jahreszahlen ihrer Erstellung und großenteils mit der Signatur des Glasmalers versehen. Auf den Fenstern sind der Schutzpatron der Kirche, der heilige Georg, der den Drachen besiegt, und weitere Heilige wie die heilige Philomena, die Märtyrerin Agatha von Catania und der heilige Dominikus, der von Maria den Rosenkranz empfängt, dargestellt. Auf weiteren Fenstern sind Johanna von Orléans und Szenen der Heimsuchung und der Unterweisung Mariens zu sehen.

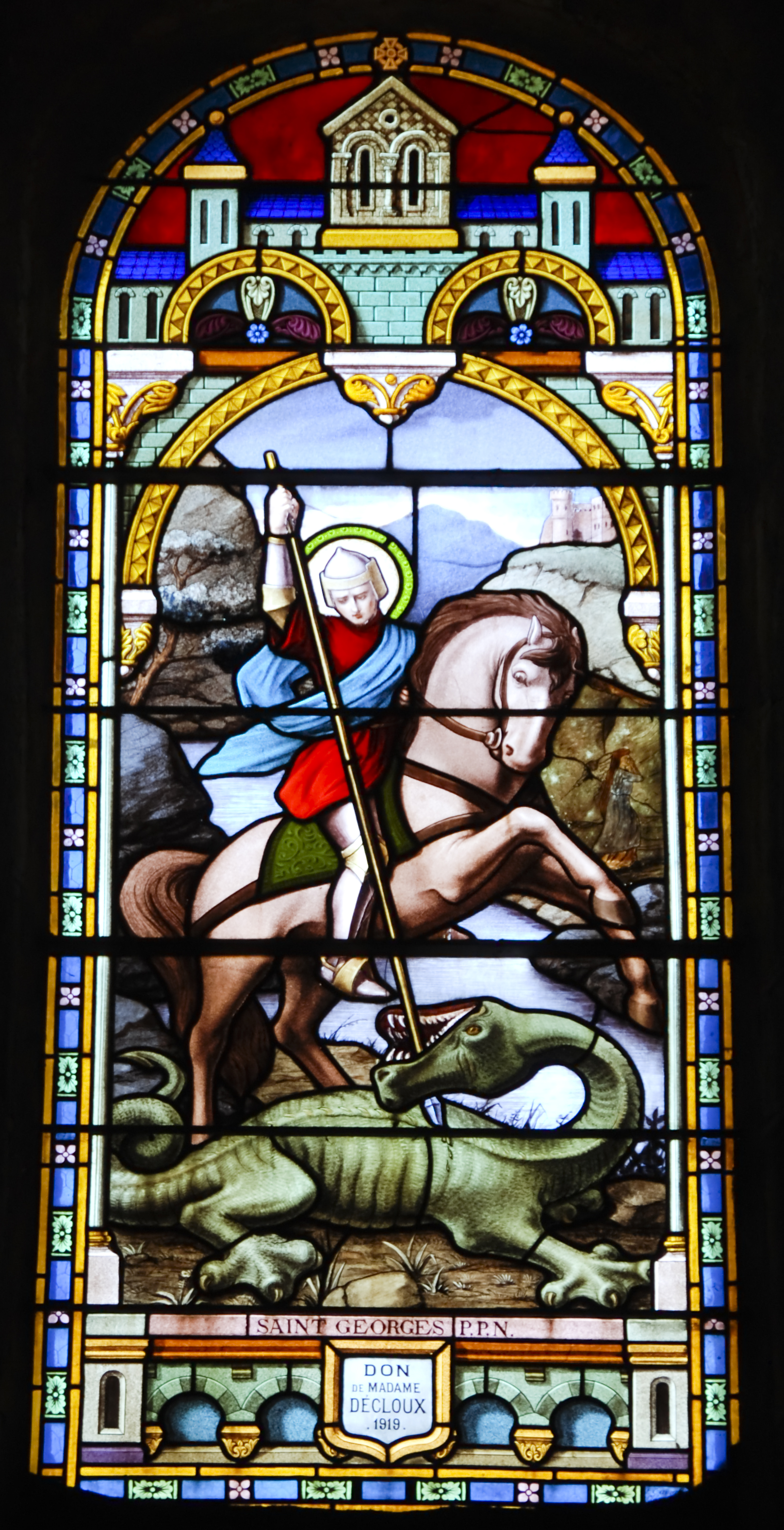
Heiliger Georg
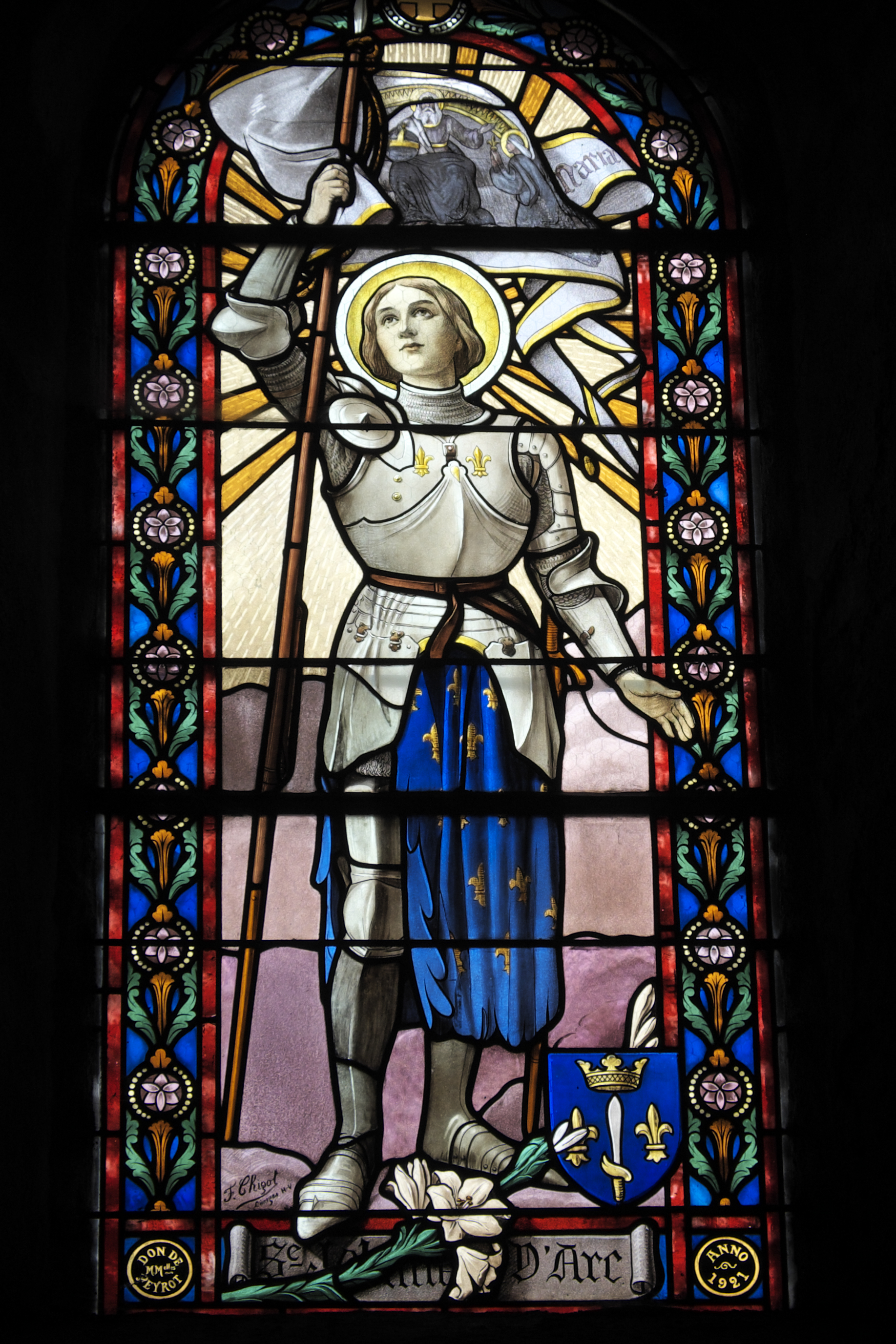
Johanna von Orléans
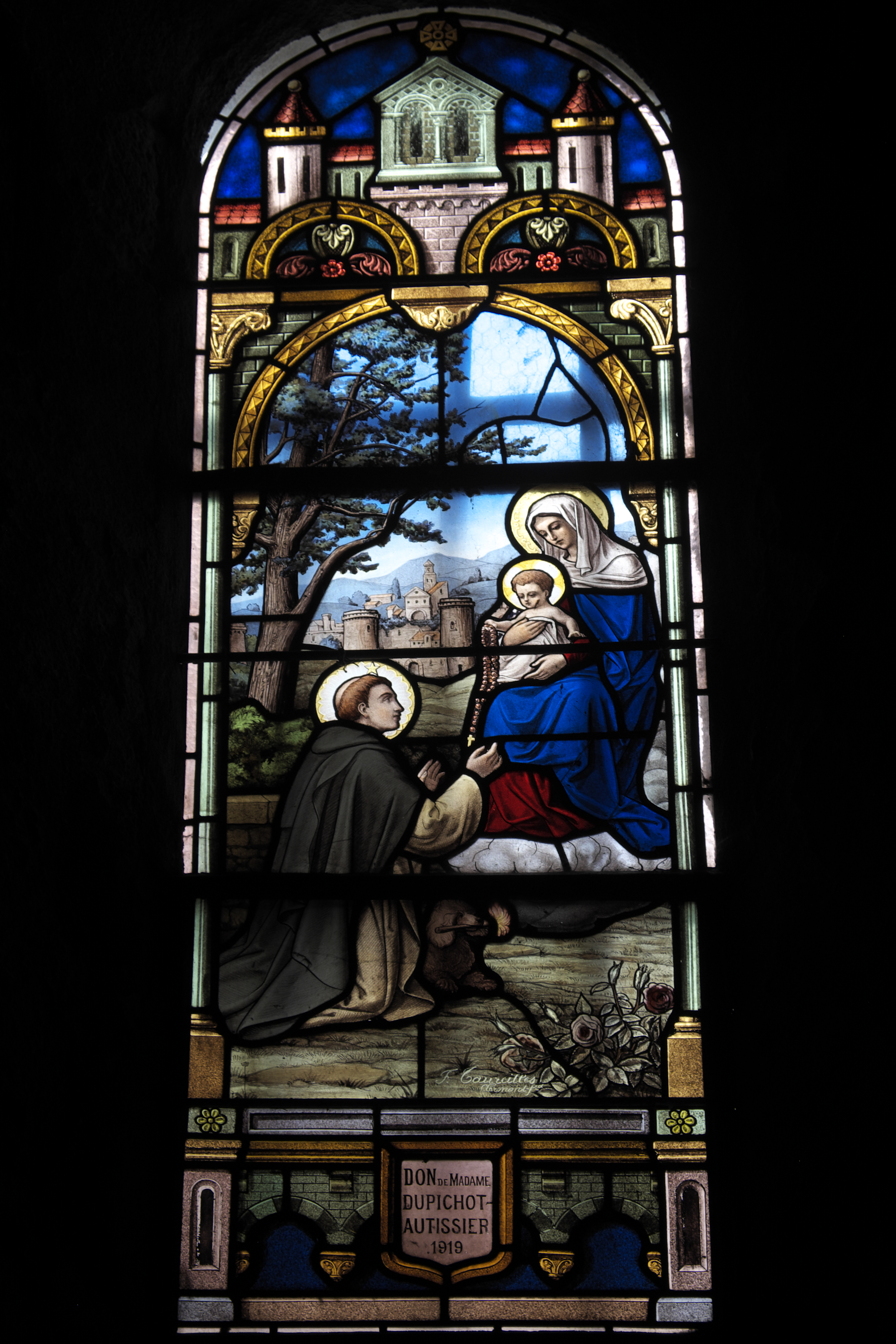
Dominikus empfängt den Rosenkranz
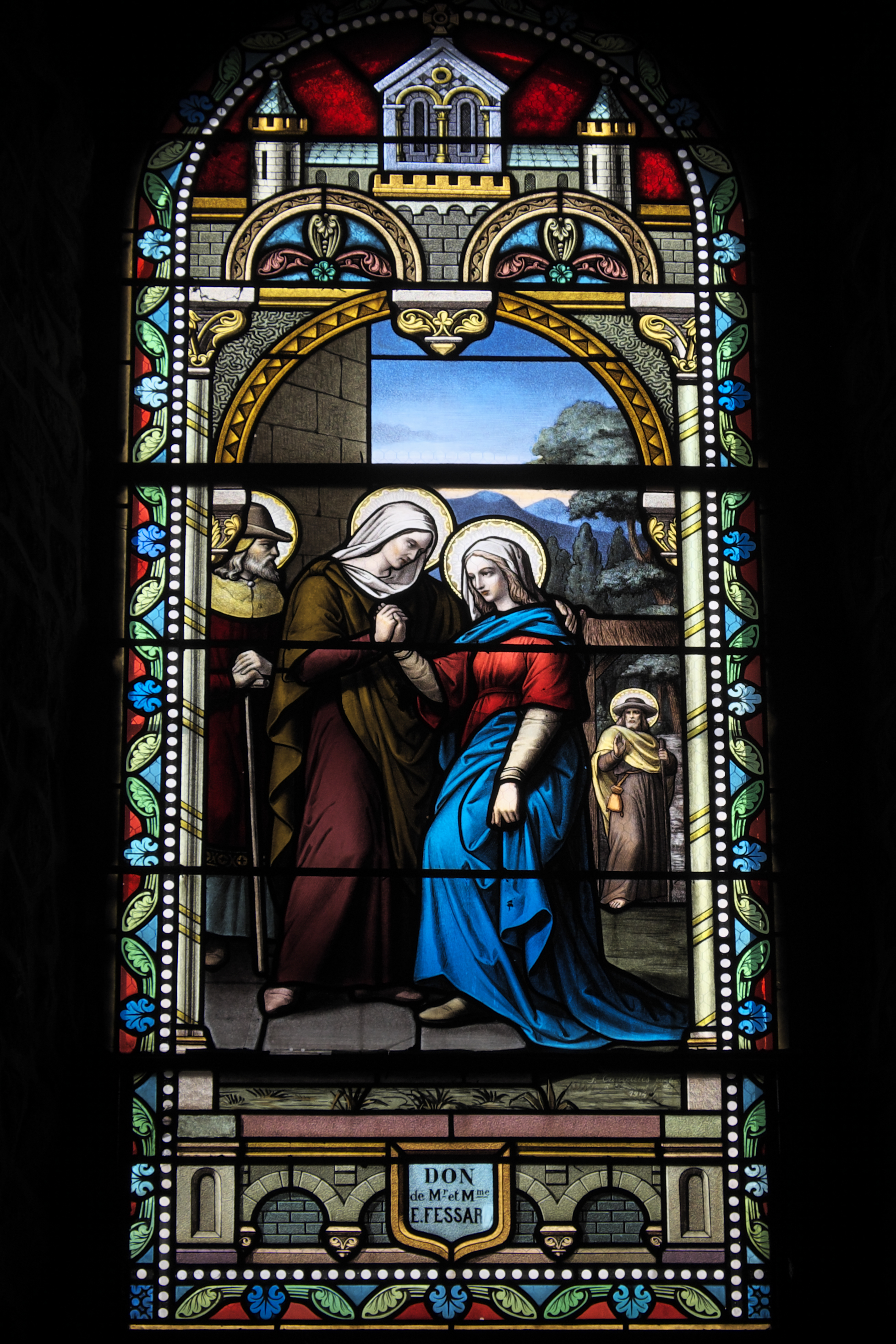
Heimsuchung